# 威廉·特纳·西塞尔顿-戴尔

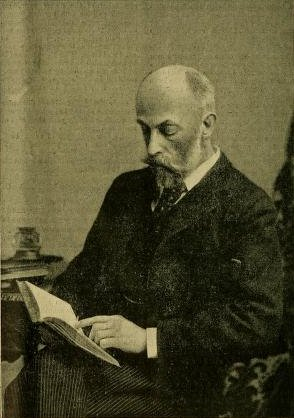

威廉·特纳·西塞尔顿-戴尔（William Turner Thiselton-Dyer，1843年7月28日—1928年12月23日）为英国植物学家。为邱园第三位园长。